# Hoplitis robusta
Hoplitis robusta är en biart som först beskrevs av William Nylander 1848. Den ingår i släktet gnagbin och familjen buksamlarbin. Inga underarter finns listade i Catalogue of Life.

## Beskrivning
Ett övervägande mörkt bi med vita hårband längs tergiternas bakkanter. Honan blir 6 till 9 mm lång, hanen 6 till 7,5 mm.

## Utbredning
Utbredningsområdet omfattar dels delar av Palearktis: Nord- och Mellaneuropa från Frankrike och Italien till Finland och österut via Lettland till Ryssland. Dels omfattar det delar av Nearktis: USA och Kanada, I Finland, där den är rödlistad som akut hotad ("CR"), finns den i de södra delarna av landet, inklusive Åland.

## Ekologi
Habitatet utgörs av gräsmarker, skogsbryn och skogar.
Som alla gnagbin är Hoplitis robusta solitär, honan svarar själv för bobyggnaden och omsorgen om avkomman. Boet inrättas i gamla insektsbon och -gångar i murket trä. Ett typiskt bo kan innehålla 3 till 14 larvceller, ordnade i rader. Larvcellerna avgränsas med väggar av tuggat löv; samma material används till proppen som försluter det färdiga boet.
Arten är polylektisk, den flyger till blommande växter från många olika familjer, som rosväxter (fingerörtssläktet, blåbärssläktet och smultronsläktet), ärtväxter (lusernsläktet), solvändeväxter (solvändor), ranunkelväxter (ranunkelsläktet) samt korgblommiga växter (cikorior)